# 26 septembre dans les chemins de fer
26 août 26 octobre
Chronologies thématiques
- Croisades
- Sports
- Disney

Cette page concerne les événements qui se sont déroulés un 26 septembre dans les chemins de fer.

## Événements

### XXesiècle
- 1979. France : ouverture de la ligne C du RER d'Île-de-France par la SNCF.

- 1993. France : ouverture de la gare T.G.V. de Calais-Fréthun.

### XXIesiècle
- 2009. Allemagne : prolongement à Etzenhofen (au nord-ouest de Sarrebruck (Sarre)), de la Saarbahn, la ligne de tram-train qui relie Sarrebruck à Sarreguemines (Lorraine).